# Mitzy Canessa

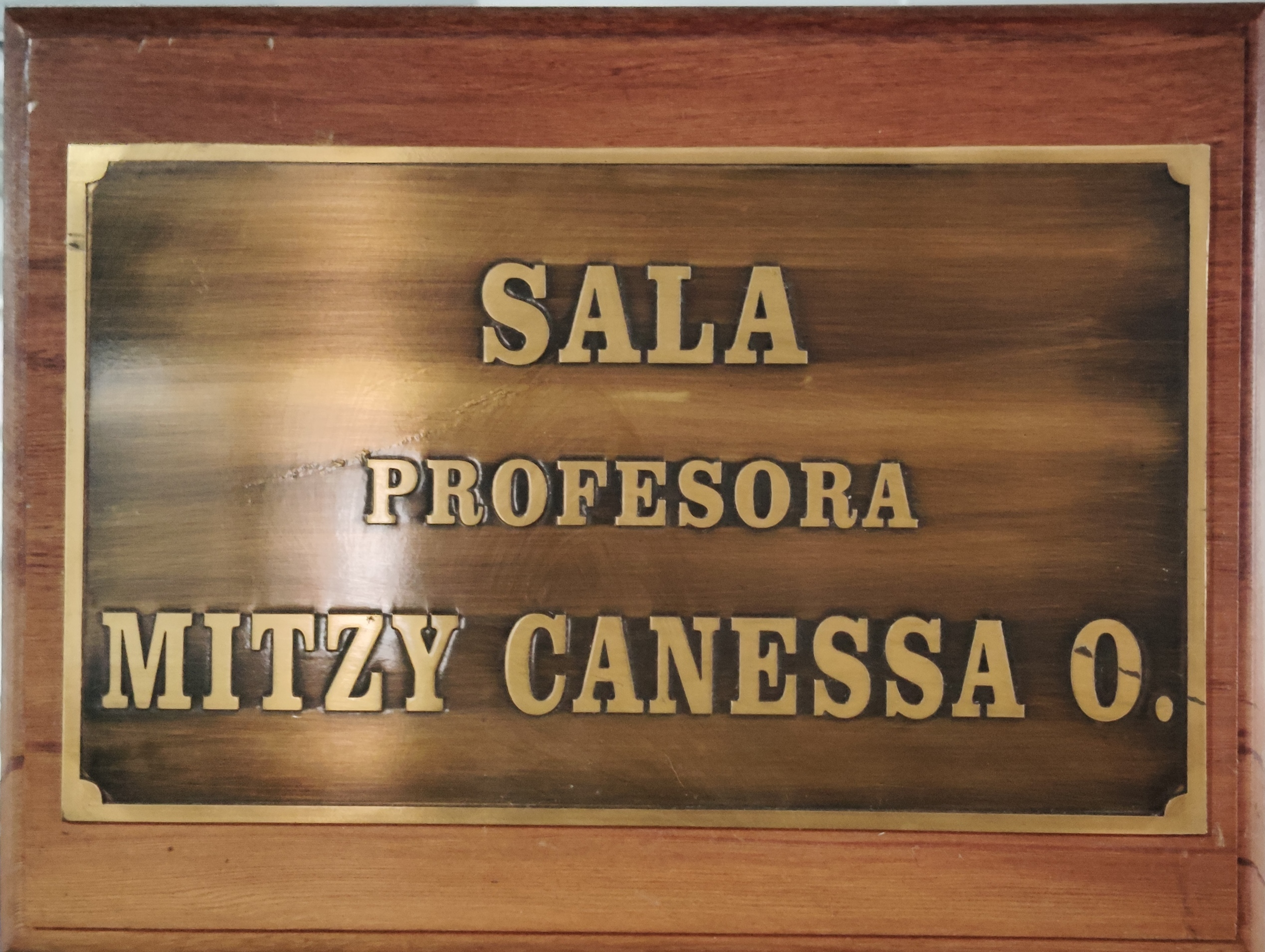
Placa de la sala Mitzy Canessa en el Edificio Milenio de la Facultad de Ciencias de la Universidad de Chile.

Mitzy Canessa Ossandón o Mitzy Canessa-Fischer (Antofagasta, 1930-Santiago de Chile, 1 de febrero de 1997) fue una científica chilena. Se especializó en el área de la fisiología, donde su trabajo se orientó al transporte de iones, cuyas problemáticas estudió en túbulo renal, vejiga de rana, glóbulos rojos y membranas de axón. Se convirtió en una de las primeras investigadoras del Departamento de Biología de la Universidad de Chile y del Laboratorio de Montemar.

## Biografía
Realizó sus estudios de Química y Farmacia en la Universidad de Chile, donde se tituló el año 1952 con la tesis “Determinación de sodio y potasio en sangre y orina por medio del fotómetro de llama” bajo la mentoría del Dr Renato Gazmuri Ojeda. Posteriormente se incorporó como académica de la Facultad de Medicina de la Universidad de Chile. Luego, en el año 1959 obtuvo la Beca Guggenheim con la cual viajó a Estados Unidos para realizar una pasantía en el Albert Einstein College of Medicine, Nueva York y en el Cornell Medical Center. Retornó a Chile en el año 1963 donde se reincorporó como académica a la Facultad de Medicina de la Universidad de Chile, y es en 1964 cuando ella se convirtió, junto a Mario Luxoro, en una de las primeras investigadoras y profesoras del nuevo Departamento de Biología en el Instituto de Ciencias de la Universidad de Chile, del cual sería directora en el año 1974. Además de esto, en este mismo periodo Mario Luxoro reclutó a varios científicos jóvenes, dentro de los cuales se encontraba Mitzy con el fin de que trabajaran como investigadores en el Laboratorio Montemar que en ese entonces era de la Universidad de Chile, pero que actualmente pertenece a la Universidad de Valparaíso. Su trabajo ahí se centroóen describir la composición de lípidos de la membrana plasmática del axón gigante.
A inicios de la década de los 70 se divorció de su cónyuge Siegmund Fischer con quien tuvo tres hijos. Debido a la dictadura fue exonerada de la universidad en el año 1975,[cita requerida] por ende decidió irse a Boston donde fue acogida por Cecilia Hidalgo, quien habría sido su primera tesista. Allí trabajó en el Massachusetts General Hospital y luego en el Harvard Medical School, Universidad de Harvard, donde se centró en el estudio de diversas patologías, tales como hipertensión y diabetes. Retornó a Chile en 1994, donde retomó sus actividades en la Facultad de Ciencias de la Universidad de Chile. 
Realizó publicaciones en revistas científicas como America Journal of physiology, Annals of Biochemistry, Biochimica et Biophysica Acta (BBA), Journal of Membrane Physiology, New England Journal of Medicine, Clinical and Experimental Hypertension, Archives of Biochemistry and Biophysics entre otras. Durante sus últimos 12 años, ofreció conferencias en la Universidad de California, Columbia, Boston, Toronto, Utah, Wisconsin, Instituto Venezolano de Investigaciones Científicas, del Instituto Politécnico de México, Universidad de Berlín, entre otros. Y llegó a convertirse en Profesora Asociada de la Universidad de Harvard.
Falleció en el año 1997 a sus 67 años debido a un cáncer, dejando como legado la formación de un gran número de científicos, tales como Cecilia Hidalgo, Cecilia Vergara, Daniel Wolff, Ramón Latorre, entre otros.

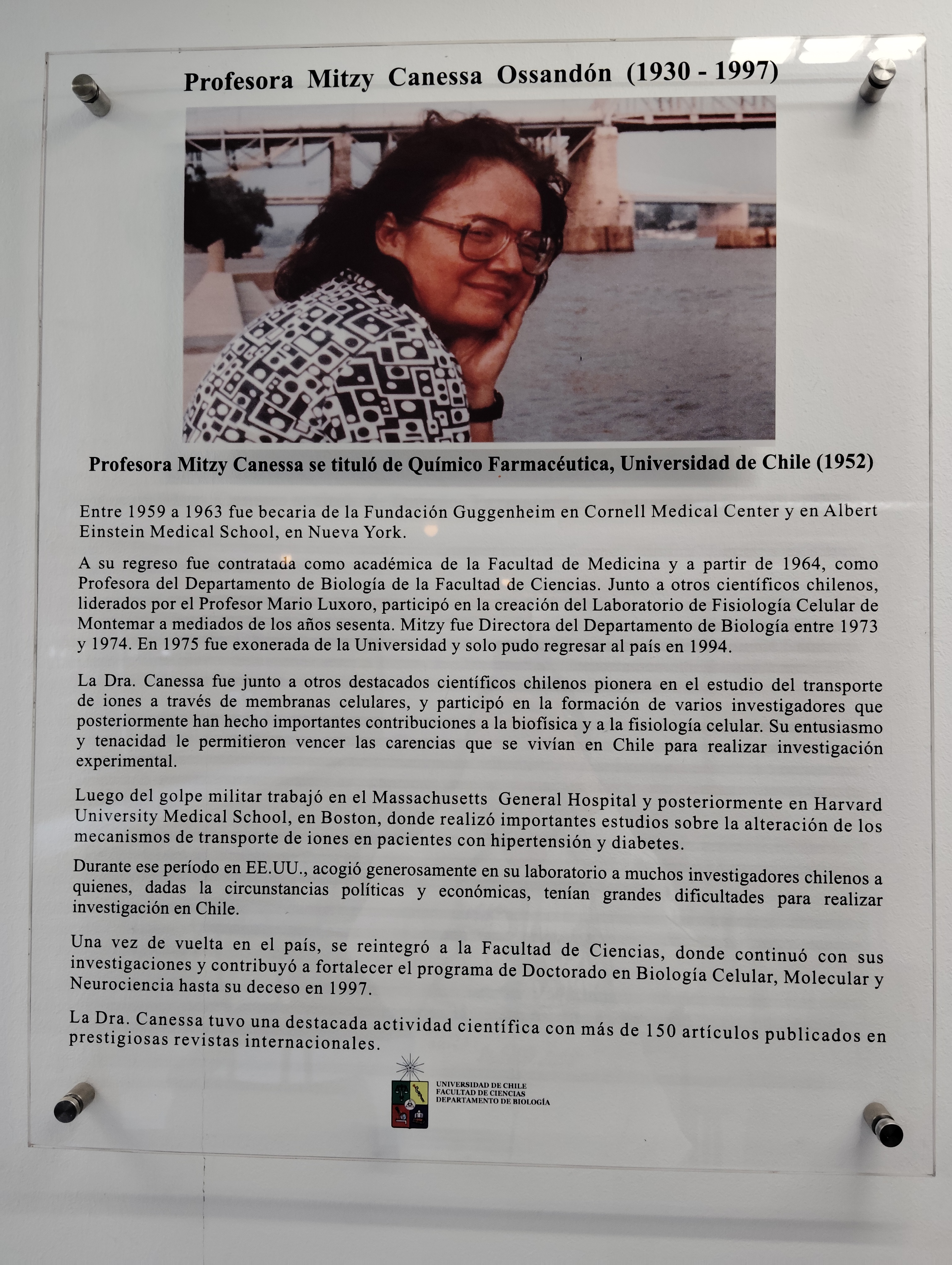
Placa conmemorativa en la sala Mitzy Canessa.

## Legado
A lo largo de su carrera se preocupó de que los/as científicos tuviesen un lugar donde hacer ciencia y que estos fuesen respetados, de igual forma buscaba generar mejores condiciones y políticas relacionadas con la ciencia con el fin de que los y las jóvenes que se estaban formando en el extranjero pudiesen retornar a Chile para contribuir con sus conocimientos al país y que estos pudiesen reemplazar a los/as científicos que estaban envejeciendo.
Participó en la creación del primer programa de doctorado en Bioquímica en la Facultad de Ciencias y Facultad de Medicina de la Universidad de Chile. Además, formó parte del comité ampliado nacional del doctorado en Bioquímica en 1973.
En 2006, fue bautizada una sala con su nombre en la Universidad de Chile.